# Shigeru Yokotani
Shigeru Yokotani (横谷 繁, Yokotani Shigeru) est un footballeur japonais né le 3 mai 1987. Il évolue au poste de milieu de terrain.

## Biographie
Shigeru Yokotani participe à la Ligue des champions d'Asie avec le club du Gamba Osaka.
Il inscrit onze buts en deuxième division japonaise lors de la saison 2013 avec le Kyoto Sanga. Il inscrit ensuite huit buts dans ce même championnat avec l'Omiya Ardija en 2015.
Il atteint les demi-finales de la Coupe du Japon en 2016 avec l'Omiya Ardija.

## Palmarès
- Champion du Japon de D2 en 2015 avec l'Omiya Ardija